# Weress Béla
Weress Béla (Felvinc, 1894. február 22. – ?) erdélyi magyar unitárius egyházi író, lapszerkesztő.

## Életútja, munkássága
1914-ben iratkozott be az Unitárius Teológiai Akadémiára, ahol 1918-ban lelkészi oklevelet szerzett. 1918–19-ben székelyudvarhelyi iskolákban tanított. Lelkészi szolgálatát 1920-ban kezdte meg Petrozsényben. Az OMP tagja, majd a Zsil-völgyi Magyar Népközösség elnöke, rövid ideig a Zsilvölgyi Magyarság szerkesztője volt. Többször is összeütközésbe került a román hatóságokkal: 1940–43 között 28 alkalommal állították hadbíróság elé. 1942. június 5-én a szebeni hadbíróság izgatás vádjával két és fél évi börtönre ítélte, egy év múlva átszökött a határon és ideiglenesen Kolozsváron telepedett le; itt világi pályára lépett.
Prédikációit rendszeresen közölte az Unitárius Szószék. Egy prédikációs kötete jelent meg nyomtatásban 1932-ben Déván, Íme az Ember címmel.